# یان ماساریک
یان ماساریک (چکی: Jan Masaryk؛ ۱۴ سپتامبر ۱۸۸۶ – ۱۰ مارس ۱۹۴۸) یک دیپلمات و سیاستمدار چکسلواکی بود که از سال ۱۹۴۰ تا ۱۹۴۸ وزیر امور خارجه چکسلواکی بود. جان گانتر (John Gunther)، روزنامه‌نگار آمریکایی، ماساریک را «مردی شجاع، صادق، یاغی، و تکانشگر» توصیف کرد.

## مرگ
در ۱۰ مارس ۱۹۴۸ جنازه ماساریک را در حالی که فقط لباس خواب پوشیده بود، در حیاط وزارت خارجه کاخ چرنین در پراگ(Czernin Palace) زیر پنجره حمام پیدا کردند. وزارت کشور ادعا کرد که او با پریدن از پنجره خودکشی کرده‌است، اما در آن زمان، به‌طور گسترده تصور می‌شد که او به دستور دولت نوپای کمونیستی به قتل رسیده‌است. از سوی دیگر، بسیاری از نزدیکان او (مانند منشی او آنتونین سام " Antonín Sum"، دستیار مطبوعاتی او جوزف جوستن"Josef Josten" یا ویکتور فیشل"Viktor Fischl") همیشه از داستان خودکشی او دفاع کرده‌اند.